# K/DA
K/DA는 비디오 게임이던 《리그 오브 레전드》의 챔피언 아리(미연), 이블린(매디슨 비어), 카이사(자이라 번스), 아칼리(소연)으로 구성된 가상의 여성 걸 그룹이다. K/DA라는 이름은 Kill/Death/Assist에서 영어의 한자 씩의 이름으로 왔으며, 팬덤 이름은 블레이즈(BLADES)이다. 미국인 2명과 한국인 2명으로 그룹으로 구성되었으며, 데뷔일 2018년 11월 3일부터 라이엇 게임즈에서 그룹으로 결성을 했다. 현재는 리더이자 메인 보컬을 맡았던 아리의 담당 가수인 미연이다.

## 음반 목록
EP
- POP/Stars  (2018.11.4)
- THE Baddest (2020.8.27)
- ALL Out - More (2020.11.6)